# Yes (Israel)
Yes Television and Communications Services Ltd. (en hebreo: יס שרותי טלוויזיה ותקשורת בע"מ), también conocida como yes, es una compañía israelí que proporciona servicios de Internet y televisión. 

## Historia
Yes comenzó a emitir en julio de 2000. El mayor accionista del proveedor es la corporación Bezeq , que posee hasta el 49% de sus acciones. Los primeros años de la compañía fueron inestables debido a dificultades técnicas y financieras. Si bien las tres principales compañías de cable de Israel intentaron competir con la compañía satelital rebajando drásticamente los precios, la base de suscriptores creció gracias a los nuevos servicios que ofrecía Yes, así como a la falta de cobertura de cable en muchas zonas rurales. En respuesta, las compañías de cable se fusionaron en una sola empresa bajo el nombre de HOT. 
Yes ofrece servicios de televisión a más de medio millón de clientes mediante dos satélites israelíes, AMOS-2 y AMOS-3 . La compañía transmite más de 200 estaciones de televisión de todo el mundo, junto con canales israelíes exclusivos. En 2004, Yes comenzó a ofrecer a sus clientes el primer DVR en Israel, llamado YesMax (similar en función al TiVo). El 6 de septiembre de 2007, Yes sufrió interrupciones en sus señales debido al ataque israelí a un reactor nuclear en Siria. A mediados de octubre, sus señales se recuperaron  y se ofreció a sus suscriptores un período de compensación de tres meses, dándoles acceso a todos los canales para recuperar sus pérdidas, excluyendo los canales eróticos y el servicio DVDBOX VOD.  Los servicios HD comenzaron el 23 de diciembre de 2007, antes de HOT; la compañía esperaba 10,000 suscriptores para finales de 2008.

## STING+
Se trata de un servicio lanzado en julio de 2017 que funciona para los sistemas operativos Android TV y Apple TV y en Smart TV. El servicio ofrece paquetes limitados que incluyen canales de televisión israelíes de Idan+, incluyendo series, películas y programación infantil, así como canales de Yes de deportes, ciencia y naturaleza, y alrededor de 45.000 contenidos VOD diferentes.

## Alta definición
El 23 de diciembre de 2007, Yes comenzó a emitir en alta definición. El formato de emisión es panorámico 16:9 con una resolución de 1080i50 . El sistema de emisión es DVB-S2 y H.264. También admite contenido en 720p. Algunos contenidos también incluyen sonido Dolby Digital 5.1. En abril de 2011, Yes contaba con 18 canales HD (uno de ellos en 3D). La recepción de emisiones en HD solo está disponible con los decodificadores HD de Yes, el modelo ADB 7820S, que cuenta con múltiples salidas digitales y analógicas, incluyendo HDMI (1.3a) y S/PDIF, coaxial y óptica.
El 22 de abril de 2009, Yes lanzó el decodificador HD-DVR yesMaxHD (ADB 7820SX/7720SX), capaz de grabar dos programas simultáneamente, también en alta definición. A principios de mayo de 2010, Yes comenzó a ofrecer audio en ruso para canales de películas en HD.
En noviembre de 2011, Yes introdujo la función de transmisión en vivo dentro de YesMaxHD, disponible para quienes adquirieran la función VOD. La función se denominó YesMaxTOTAL. A partir de 2021, la función de transmisión en vivo ya no está disponible y se ha descontinuado.

## Canales propios
Desde el 15 de enero de 2011, yes consta de cuatro canales propios que se emiten en la plataforma:
- Yes Drama: Emite dramas, estilos de vida y reality shows.
- Yes Action: programas de acción.
- Yes Comedy: programas de comedia.
- Yes Oh: emite series de ciencia ficción, misterio y suspenso.